# Newcastle United Jets (Frauenfußball)
Die Newcastle United Jets Women sind ein australisches Profi-Frauenfußballteam und spielen in der höchsten Liga des Landes, der W-League. Das Team wurde 2008 gegründet und gehört zum Fußballverein Newcastle United Jets FC, dessen Profi-Männermannschaft in der A-League spielt.

## Geschichte

### 2008/09 – Gründung und erste Saison
Im Jahr 2008 gründete der australische Fußballdachverband (FFA) mit der W-League die erste Frauenfußballliga des Landes. Im gleichen Jahr kündigte der Newcastle United Jets FC die Aufstellung eines eigenen Frauenteams an. Das Team wurde zu Beginn der Saison 2008/09 eines der acht Gründungsmitglieder der neuen Liga. Erster Trainer des Teams wurde der ehemalige australische Profifußballspieler Gary Phillips. Das Team konnte am Ende der Saison den zweiten Tabellenplatz erlangen. Als eines der vier bestplatzierten Teams zogen die Frauen in die W-League Play-offs ein. Im Halbfinale verlor das Team 1:0 gegen Canberra United FC.

### 2009 und 2010/11 – Zweite und dritte Saison
Nach einer guten ersten Saison in der Liga blieb der Erfolg in den nächsten beiden Spielzeiten aus. Unter dem neuen irischen Fußballtrainer Wayne O’Sullivan konnten die Newcastle United Jets Women in der Saison 2009 kein einziges Spiel gewinnen und wurden Tabellenletzter. In der darauffolgenden Saison 2010/11 konnte ebenfalls nur ein enttäuschender vorletzter Platz erspielt werden.

### 2011/12 – Vierte Saison
Vor der Saison 2011/12 wurde der bisherige Trainer Wayne O’Sullivan durch den ehemaligen australischen Fußballnationalspieler Clayton Zane ersetzt. Zudem verpflichtete der Verein die ehemalige deutsche Nationalspielerin Ariane Hingst für eine Saison. Trotz der Verstärkung verpasste das Team als Fünftes der Tabelle den Einzug in die Play-offs.

### 2012/13 – Fünfte Saison
In der Spielzeit 2012/13 übernahm erneut Wayne O’Sullivan das Traineramt. Im Verlauf der Saison gelang dem Team nur ein einziger Sieg in zwölf Spielen. Die Saison endete auf dem vorletzten siebten Platz.

### 2013/14 – Sechste Saison
Vor Beginn der aktuellen Spielzeit 2013/14 wurde Peter McGuinness als neuer Trainer verpflichtet. Die Saison endete enttäuschend auf dem letzten Tabellenplatz.

### 2014 – Siebente Saison
Nach der enttäuschenden Saison 2013/14 konnte das Team in der neuen Spielzeit seine Leistungen steigern und belegte am Ende den fünften Tabellenplatz. Damit verpasste das Team knapp, mit nur einem Punkt Rückstand auf den viertplatzierten Sydney FC, den Einzug in die Playoffs.